# Unterwinden (Gemeinde Herzogenburg)
Unterwinden ist eine Ortschaft und Katastralgemeinde in der Stadtgemeinde Herzogenburg in Niederösterreich. Die Ortschaft hat 155 Einwohner (Stand 1. Jänner 2024).

## Geografie
Die Ortschaft liegt östlich von Herzogenburg und etwas südlich St. Andrä an der Traisen. Am 1. Jänner 2024 lebten in Unterwinden 155 Personen. Obwohl die Ortschaft offiziell Unter Winden geschrieben wird, hat sich die Bezeichnung Unterwinden eingebürgert.

## Geschichte
Vor 1848 übte die Herrschaft St. Andrä an der Traisen die Ortsobrigkeit über Unterwinden aus; Letzter Inhaber der Herrschaft war Josef II. Neugebauer in seiner Funktion als Propst von Stift Herzogenburg. Laut Adressbuch von Österreich waren im Jahr 1938 in Unterwinden ein Binder, ein Gastwirt, eine Milchgenossenschaft, ein Tischler und einige Landwirte ansässig.